# Wereldkampioenschap dammen 1965 (match)
De match om het wereldkampioenschap dammen 1965 werd van vrijdag 1 oktober t/m zondag 31 oktober 1965 in Tbilisi gespeeld door Iser Koeperman en Vjatsjeslav Sjtsjogoljev. 
De match bestond uit 20 partijen en eindigde in 26-14 in het voordeel van Iser Koeperman.

## Uitslagen
| Rang | Land | Naam                     | 1 | 2 | 3 | 4 | 5 | 6 | 7 | 8 | 9 | 10 | 11 | 12 | 13 | 14 | 15 | 16 | 17 | 18 | 19 | 20 | punten |
| ---- | ---- | ------------------------ | - | - | - | - | - | - | - | - | - | -- | -- | -- | -- | -- | -- | -- | -- | -- | -- | -- | ------ |
| 1    | URS  | Iser Koeperman           | 1 | 2 | 1 | 0 | 2 | 1 | 1 | 2 | 1 | 1  | 2  | 2  | 1  | 2  | 1  | 1  | 1  | 1  | 2  | 1  | 26     |
| 2    | URS  | Vjatsjeslav Sjtsjogoljev | 1 | 0 | 1 | 2 | 0 | 1 | 1 | 0 | 1 | 1  | 0  | 0  | 1  | 0  | 1  | 1  | 1  | 1  | 0  | 1  | 14     |